# Cotoneaster subuniflora
Cotoneaster subuniflora är en rosväxtart som först beskrevs av Kitamura, och fick sitt nu gällande namn av Klotz. Cotoneaster subuniflora ingår i släktet oxbär, och familjen rosväxter. Inga underarter finns listade i Catalogue of Life.